# Jejkov
Jejkov je část města Třebíče. Rozprostírá se na východě města na pravém břehu řeky Jihlavy. Nadmořská výška se pohybuje od 395 m n. m. do 455 m n. m. Žije tu 355 obyvatel.
Jejkov je staré třebíčské předměstí. Ve 20. století zde byla postavena řada budov veřejných institucí a průmyslových objektů. Významnou součástí dnešního Jejkova je Průmyslová čtvrť v jeho jižní části a vedle ní i dvojice sportovních zařízení – zimní stadion Horácké Slavie Třebíč a fotbalové hřiště HFK Třebíč. Jejkov dále zahrnuje areál Nemocnice Třebíč, ze škol pak Katolické gymnázium Třebíč a Hotelovou školu Třebíč.
Jako „Jejkov“ se v Třebíči též označuje farní kostel Proměnění Páně, případně celá Římskokatolická farnost Třebíč-Jejkov. Farní kostel je součástí komplexu bývalého kapucínského kláštera, jenž vyrostl na bývalém bratrském sboru.

## Název
Místní název byl odvozen přivlastňovací příponou -ov od osobního jména Jejek (jeho základem bylo sloveso jejkati - "křičet jej"). a znamenalo „Jejkův majetek“.

## Dějiny
Staré třebíčské předměstí Jejkov před vznikem města Třebíče neexistovalo; osídlení na pravém břehu řeky však předpokládat lze.

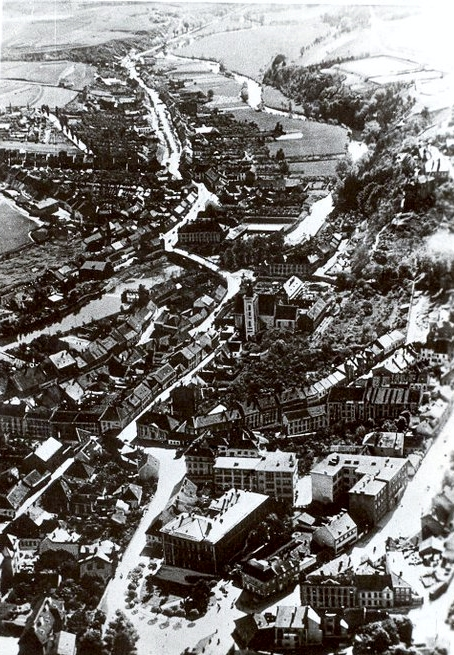
Letecký snímek Jejkova z počátku 20. století

První významnější zápis Jejkova do dějin města Třebíče souvisí s příchodem a působením českých bratří.
Třebíč za vlády Pernštejnů poskytovala od konce 15. století českým bratřím útočiště i působiště (zejm. za vlády Viléma z Pernštejna). Bratří ve městě vedli druhou školu. Svou první modlitebnu měli pravděpodobně v Hanělově ulici na Horce.
Další držitelé Třebíče Osovští už byli přímo vrchnost hlásící se k Jednotě bratrské. Za jejich vlády si císařská katolická moc po opakované výzvě vynutila na Burianu Osovském uzavření bratrské školy. Burian Osovský bratřím přál: jejich sboru daroval v letech 1520–1524 pozemky na Jejkově pro výstavbu nového bratrského sboru s modlitebnou a budovou pro kněze. V roce 1558 sbor získal pozemek pro založení velké přilehlé zahrady. Téhož roku byla postavena zvonice. Do té byl zavěšen zvon ulitý Filipem z Vyškova, později přemístěný do svatotrojického kostela v Domcích. Burianova manželka Eliška z Lichtenburka roku 1565 bratřím koupila dům Viktorina Bradky, aby na jeho místě mohl vyrůst bratrský jejkovský špitál. O těsném vztahu Buriana Osovského a jeho ženy Elišky k bratřím svědčí i fakt, že byli pochováni a připomínáni mramorovými náhrobky při jejkovském bratrském sboru. Začátkem 17. století Jednota bratrská na svém vlivu a početnosti upadala, až roku 1629 zcela zanikla.
První představitelé kapucínů přišli do Třebíče za vlády Karla Ferdinanda z Valdštejna. Šlo o superiora Chrysogona Budějovického, stavitele Jiřího Mnichovského, kazatele Maurice Čecha a dva laiky – Ctibora Fulneckého a Sigmunda Jihlavského. Usadili se v bývalém bratrském špitále. V červnu 1686 na Jejkově sloužili první mši. V témže roce se započalo se stavbou kostela, dokončen byl v roce 1693. Stavba kláštera byla zahájena roku 1687 a skončena o tři roky později. Nějaký čas byli bratři kapucíni nuceni vést kompetenční pře s třebíčským svatomartinským děkanem. Svůj význam měly i ekonomické důvody: vinou kapucínů se děkanství snížil příjem z ofěry. Klášter byl násilně uzavřen až akcí K. Třebíčskou faru kapucíni spravovali až do roku 2000, v němž zemřel otec Antonín Kovář.

## Přírodní poměry
Jejkov se nachází východně od Vnitřního Města; hranice zde procházejí tak, že celá ulice Bedřicha Václavka se zástavbou na obou stranách až po budovy městského úřadu je součástí Jejkova, dál Jejkov sousedí s místní částí Domky. Společné hranice míjejí tělocvičnu třebíčského gymnázia, a do území Jejkova tak zahrnují objekt Hotelové školy Třebíč, pak hranice přetínají ulici Sirotčí a kolem severní zdi centrální jídelny přecházejí do jejkovské ulice Jungmannovy. Dále hranice procházejí ulicí Husovou směrem k zimnímu stadionu a odtud do Máchových sadů.
Společné hranice Jejkova s Domky pokračují kolem nemocnice až na nadjezd křižovatky ulic Sportovní a Hrotovické; končí na jihu města na křižovatce s ulicí Spojovací. Dál Jejkov sousedí s katastrem obce Stříteže a Kožichovic; zde hranice procházejí Lorenzovými sady až k řece Jihlavě. Ta Jejkov ohraničuje ze severu až k Vnitřnímu Městu, k ulici Soukenické.
| Přehledná mapka Jejkova                                                             | A | Okolí kláštera roku 1930 | Okolí kláštera roku 2007 |
| Přehledná mapka Jejkova                                                             | A | Klášter r. 1930          | Klášter r. 2007          |
| Přehledná mapka Jejkova                                                             | B | Radostín roku 1978       | Radostín roku 2005       |
| Přehledná mapka Jejkova                                                             | B | Radostín r. 1978         | Radostín r. 2005         |
| Legenda: 1. bývalý klášter, 2. nemocnice, 3. fotbalový stadion, 4. Průmyslová čtvrť |   |                          |                          |
| Fotografie GeoCommons                                                               |   |                          |                          |

## Demografie
Počet obyvatel Jejkova jako části příslušící k širšímu pojetí vnitřního města (centra) klesá.
Na starém Jejkově žily převážně rodiny řemeslnických mistrů s tovaryši a učedníky a také podsedci. Urbáře a soupisy druhé poloviny 17. století dokládají Jejkovu kolem 100 domů. Při koeficientu 6 osob na dům vychází, že počet obyvatel Jejkova se pohyboval kolem 600 osob. V této souvislosti lze i zmínit, že počet trvale obydlených domů v roce 2001 činil 76.

## Společnost

### Školství
Kolem roku 1563 vznikla při bratrském sboru nižší škola. Vyučovalo se v ní čtení, psaní, počty, základy české a latinské mluvnice. Později tu vznikla též bratrská škola partikulární, tedy městská, v níž se vyučovalo klasickým jazykům, dialektice, fyzice, geometrii. Škola měla vysokou úroveň. Z bratrských duchovních a učitelů lze připomenout jména Jana Eneáše Boleslavského, vychovatele Karla staršího ze Žerotína, nebo Jana Hlavu (Capito), oba překladatelé Bible kralické, a Hlava autor bratrské postily. Činnost školy se skončila zároveň s odchodem posledních bratří roku 1625.
Po ukončení činnost bratrské školy Jejkov vlastní školu dlouho neměl a po zavedení povinné školní docházky se začal na městské samosprávě domáhat jejího zřízení. Třebíčský magistrát ke stavbě nové školy přikročil až po urgencích krajského úřadu. Nová školní budova vyrostla na dnešní parcele č. st. 223, v jižní části dnešní ulice Bedřicha Václavka na rohu s ulicí Sirotčí. Třebaže byla tato budova v roce 2006 zbourána, Jejkov nadále hostí několik škol.
| Hotelová škola Třebíč                                       | Hotelová škola Třebíč sídlí od roku 1931 v Sirotčí ulici. Původně to byla Živnostenská škola pokračovací. Je nositelkou tradic třebíčského živnostenského školství sahající až do roku 1882. Dnešní Hotelová škola Třebíč je příspěvkovou organizací kraje Vysočina. |
| Katolické gymnázium Třebíč                                  | Katolické gymnázium Třebíč navazuje na tradici serafínské školy při jejkovském klášteře. V jeho prostorách sídlí od roku 1999. Katolické gymnázium Třebíč je školská právnická osoba zřizovaná Biskupstvím brněnským. |
| Základní škola při zdravotnických zařízeních kraje Vysočina | Základní škola a Mateřská škola při zdravotnických zařízeních kraje Vysočina je příspěvkovou organizací kraje Vysočina. Má svá pracoviště v několika okresních městech kraje; to třebíčské bylo založeno v 50. letech 20. století. Jejím hlavním posláním je umožnit vzdělávání žákům se zdravotním oslabením nebo žákům dlouhodobě nemocným, kteří jsou umístěni v daném zdravotnickém zařízení. |

### Sport
- Fotbalový stadion

## Hospodářství

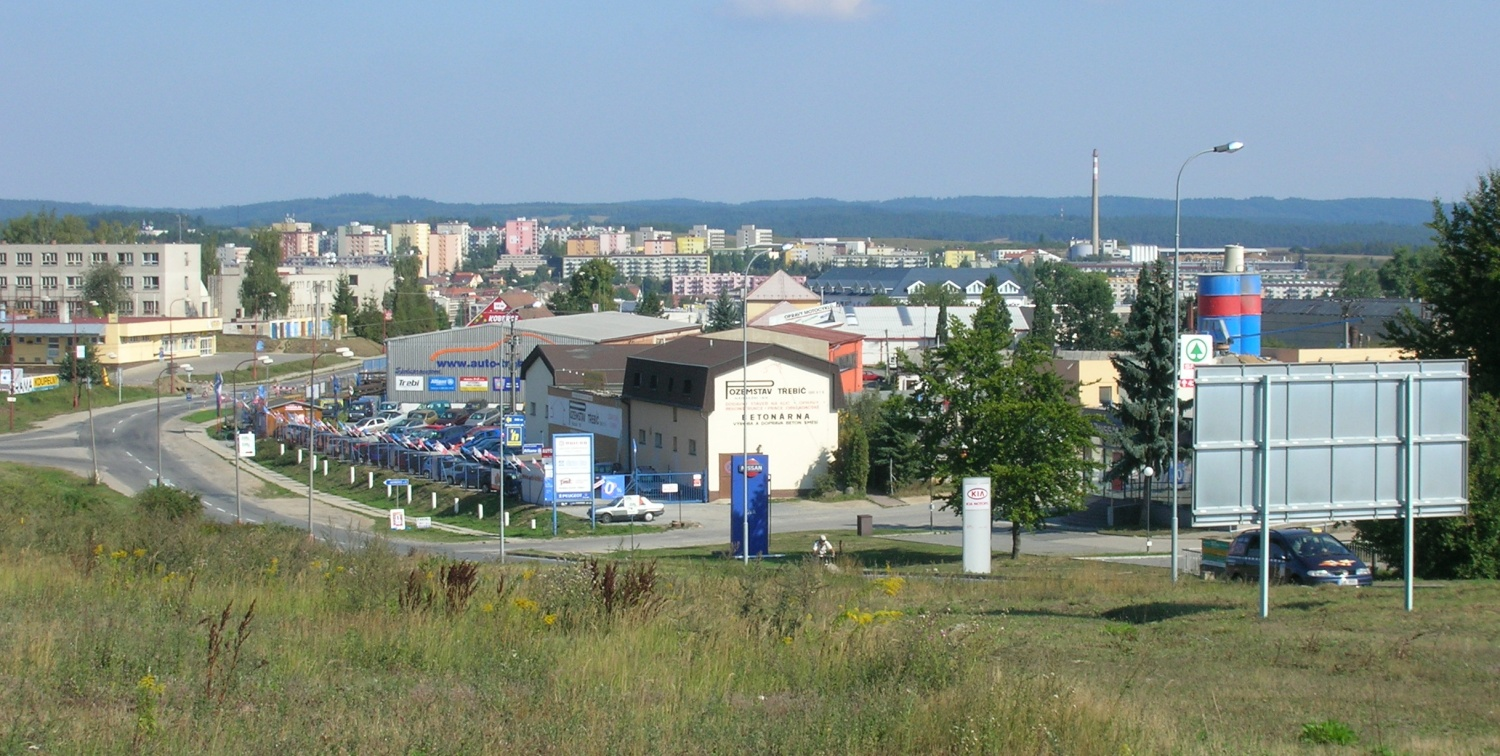
Pohled na jihozápadní část Průmyslové čtvrti

Průmyslová čtvrť rostla do své dnešní podoby zejména od konce druhé světové války. Během tří desítek let, které následovaly, se stala pilířem třebíčského průmyslu a to jí dalo i její jméno. Mimo průmysl zde sídlí jak podnikatelé provozující služby (obchody, autobusová vozovna), tak úřady (celní správa).
V druhé polovině 50. let 20. století byl vybudován v jižní části Radostína rozlehlý areál První brněnské strojírny. Vlečkou byla na železniční síť připojena roku 1964. První brněnská strojírna Třebíč náleží k největším zaměstnavatelům v Třebíči.
Blízko První brněnské strojírny měl své objekty podnik Potraviny. Po sametové revoluci zde svým hypermarketem vstoupil na třebíčský trh obchodní řetězec Julius Meinl. Poté, co se mu konkurencí staly další obchodní domy, zejm. Hypernova (původně Prima) a Kaufland, prodejna Julius Meinl upadala, až po dlouhé řadě měsíců přežívání v roce 2004 úplně skončila a na její místo nastoupili obchodníci s jiným sortimentem (např. barvy, nábytek).
Dále na jih stojí vozovna třebíčského dopravce Trado, provozovatele linkové i městské hromadné dopravy. V jeho správní budově má kanceláře celní úřad.
V roce 1949 zde byla zřízena provozovna strojní a traktorové stanice (STS). Předmětem její činnosti bylo opravárenství a výroba malosériových zemědělských strojů, mechanizace živočišné výroby, zemědělská výrobní činnost a obchodnětechnické služby. Skončila začátkem 90. let malou privatizací.
Dalším významným podnikem v Průmyslové čtvrti byly Západomoravské strojírny (ZMS), později koncernový podnik Elitex a od roku 1991 dodnes Uniplet Třebíč, významný výrobce pletacích strojů. Své rozlehlé výrobní prostory má v Průmyslové čtvrti od začátku 70. let.
Z dalších organizací a institucí lze připomenout velkou čistírnu a prádelnu ve Hrotovické ulici; otevřena byla v roce 1971. Dnes jejich budova slouží jako výrobní prostory a prodejna automobilů firmy SVA Třebíč. Dále lze zmínit kupříkladu Krajskou správu a údržbu silnic Vysočiny, provoz Třebíč. Nedaleká základna Hasičského záchranného sboru kraje Vysočina, pobočky Třebíč-Jejkov ve Žďárského ulici je však už v katastru obce Kožichovic.

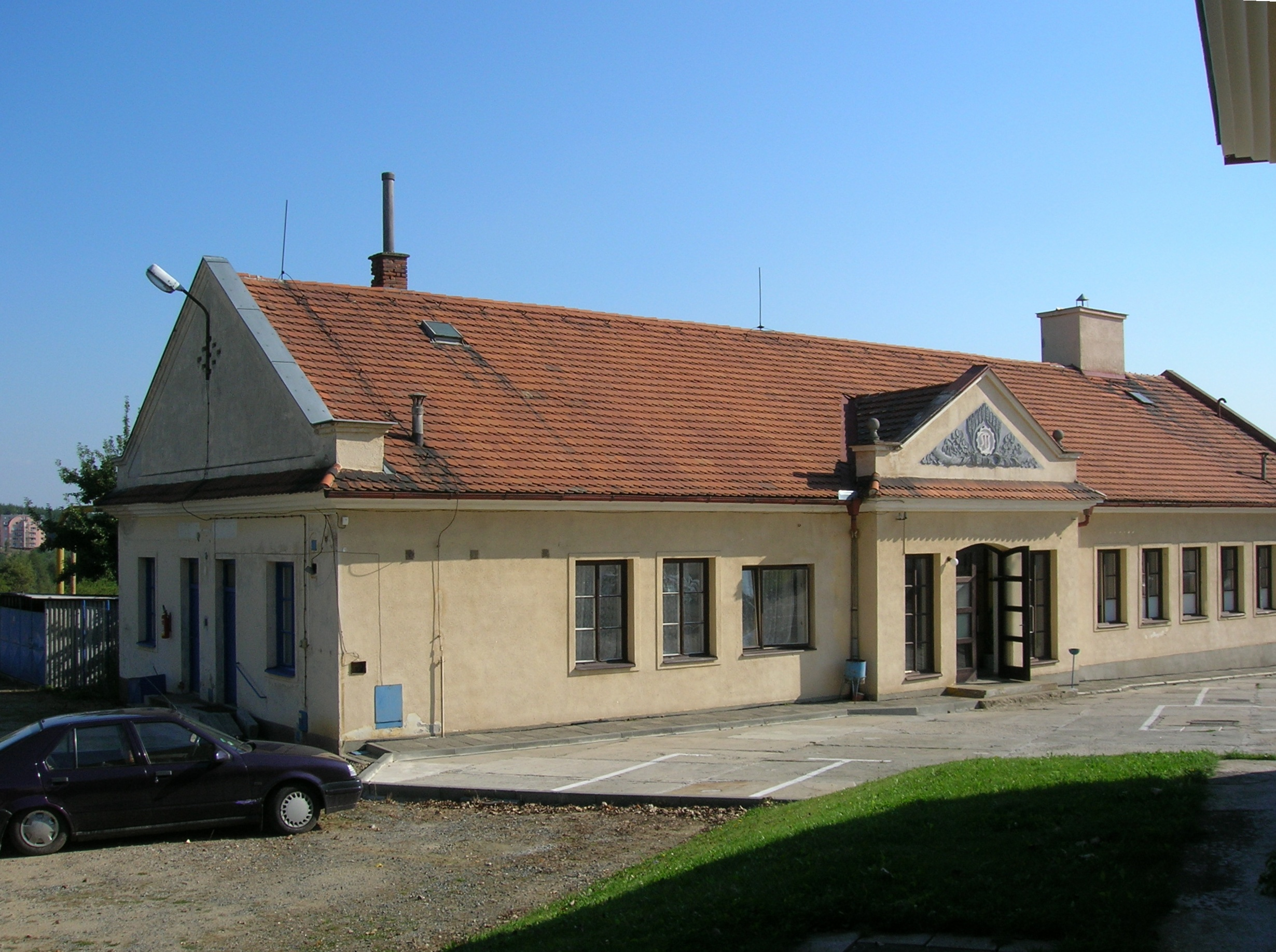
Stará budova strojní traktorové stanice
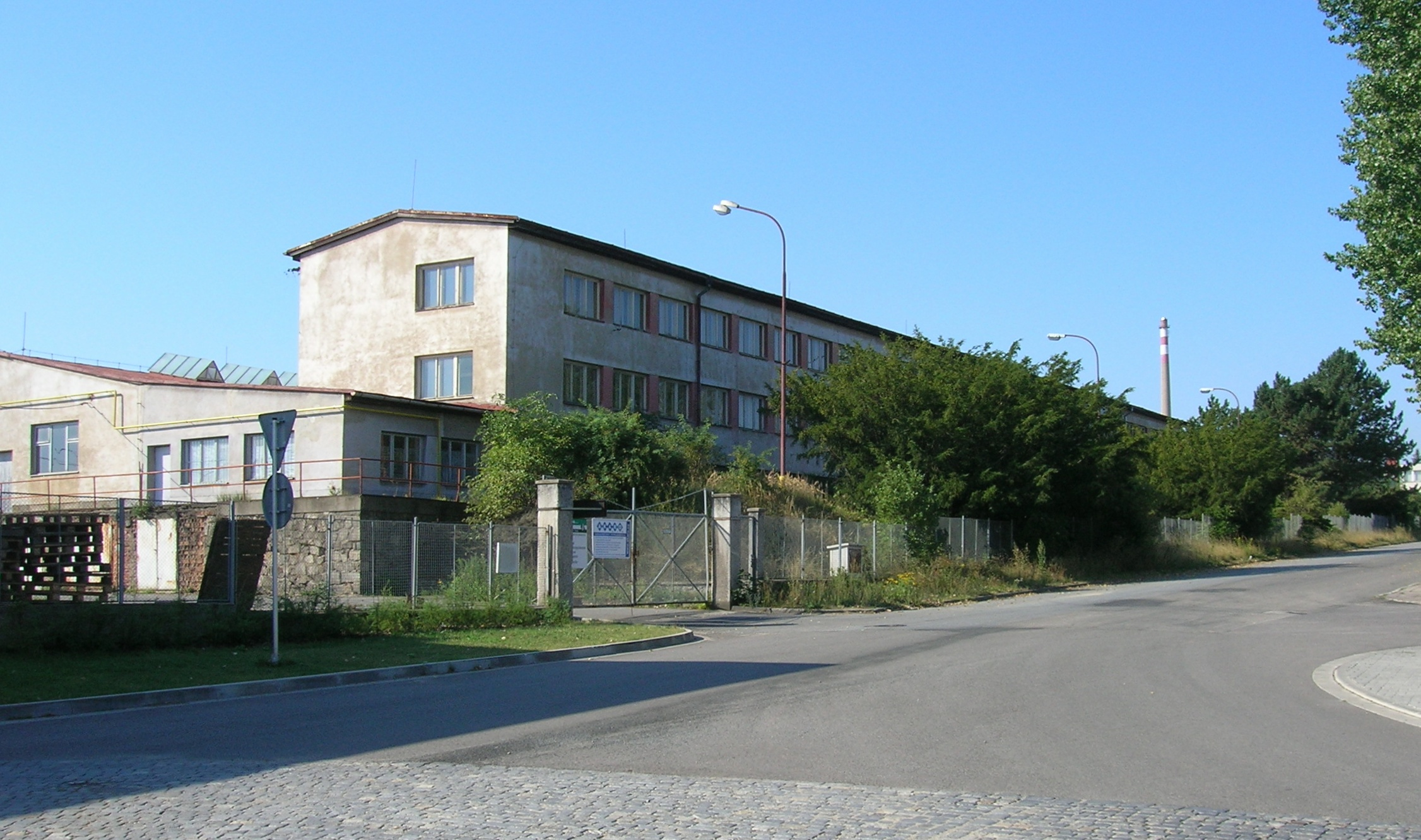
Průmyslová ulice
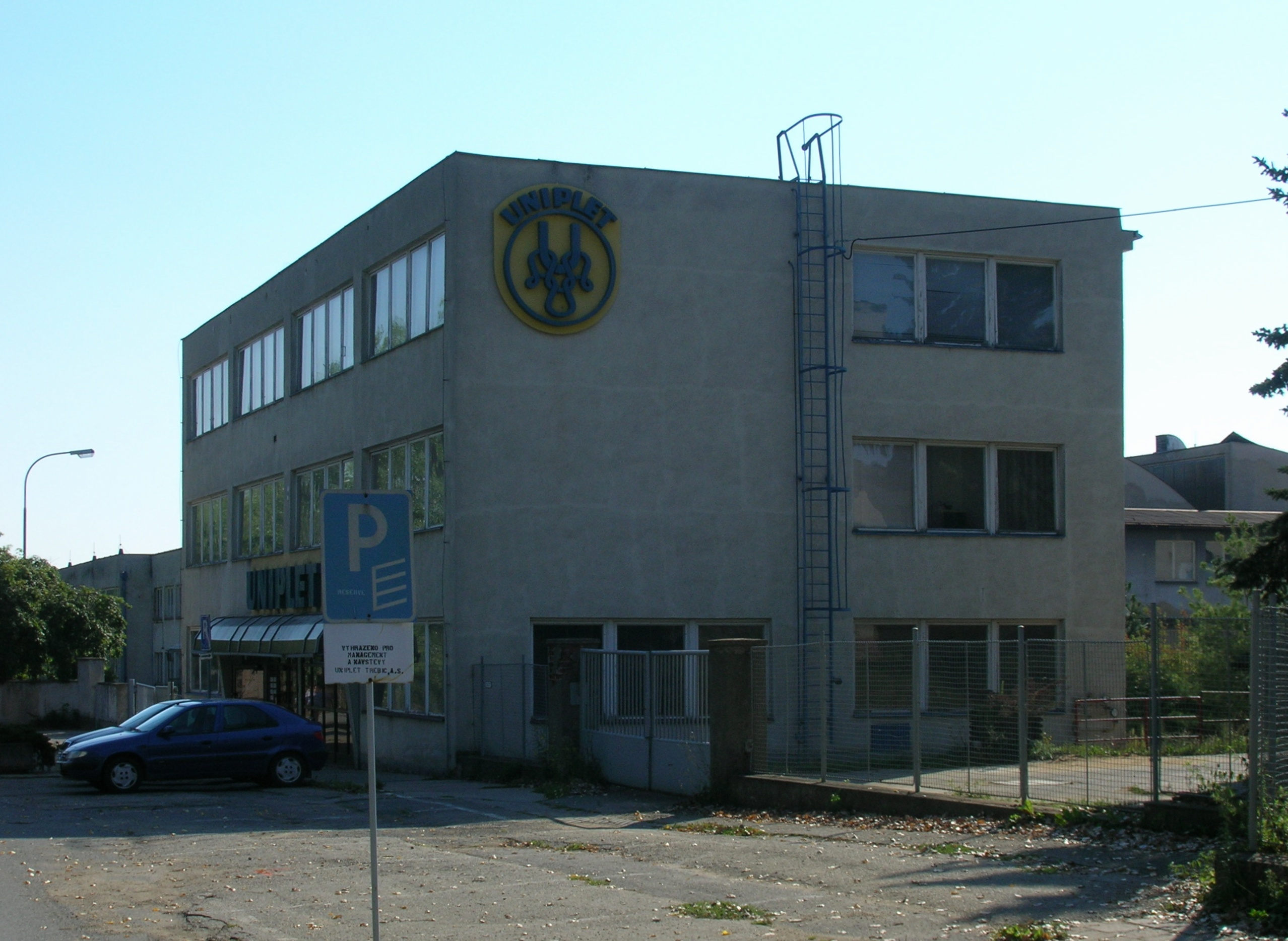
Správní budova Unipletu

## Pamětihodnosti
V seznamu nemovitých kulturních památek České republiky je několik jejkovských památek: domy čp. 21 (bývalý Dělnický dům), 25 a 30 a komplex bývalého kapucínského kláštera. Mimo ně má Jejkov i dvojici městských přírodních parků: Lísčí a Lorenzovy sady. Svou původní architekturou a historií jsou však významné téměř všechny ulice na Jejkově.

### Kapucínský klášter
| Bývalý kapucínský klášter | Kapucínský klášter na Jejkově sloužil svému účelu, pro nějž byl zbudován, do roku 1950. Později byl využit jako ubytovna, v posledních čtyřech desítkách let slouží školství. Nejprve jeho prostory využívala Střední průmyslová škola v Třebíči, od roku 1999 pak Katolické gymnázium Třebíč, jehož hlavní sídlo se nachází v budově s popisným číslem 30, která je stejně jako celý areál zapsána v seznamu nemovitých památek. |
| Kostel Proměnění Páně     | Barokní kostel Proměnění Páně býval součástí kapucínského kláštera na Jejkově. Dokončen byl v roce 1693 na místě bratrského sboru. Je farním kostelem farnosti Třebíč-Jejkov. |
| Kaple sv. Petra a Pavla   | Kaple svatých Petra a Pavla je nemovitá památka zbudovaná soukromým nákladem roku 1657. Původně měla podobu lodžie a stávala uprostřed křižovatky ulic Smila Osovského a Kateřiny z Valdštejna. Dnes stojí v rohu zdi kláštera a je v majetku města Třebíče. |

### Dělnický dům
Domem významným pro třebíčskou sociální demokracii je Dělnický dům s popisným číslem 21, který leží v ulici Smila Osovského a je zapsán v seznamu nemovitých památek. Dům vznikl přestavbou domu obchodníka Stägra poté, co jej od něho koupil spolek Dělnický dům z vlastních peněz a peněz vybraných sbírkami mezi dělníky. Mimo spolkové místnosti zde byla v provozu i spolková prodejna Svépomoc. V roce 1949 převzalo provoz objektu spotřební družstvo Jednota. V současnosti je dům nemovitou kulturní památkou a znovu slouží živnostenskému podnikání. Hned vedle Dělnického domu, v domě U Muchů, v omezených prostorách byla koncem 50. let zřízena první samoobsluha Pramene. V těsném sousedství Dělnického domu se nachází též dům čp. 25, který je také zapsán na seznamu nemovitých památek.

### Ulice Smila Osovského
Na Jejkově není žádné náměstí. Jeho funkci v minulosti do jisté míry plnila páteřní ulice Smila Osovského (do roku 1990 Maršála Malinovského). Ta se v prostoru před areálem bývalého kapucínského kláštera rozšiřuje a okolní prostor vytváří dojem malého náměstíčka. V stabilním katastru datovaném rokem 1835 skutečně nacházíme uvedenou část ulice Smila Osovského nazvánu německy Gegkow Vorstadt Platz, náměstí jejkovského předměstí.

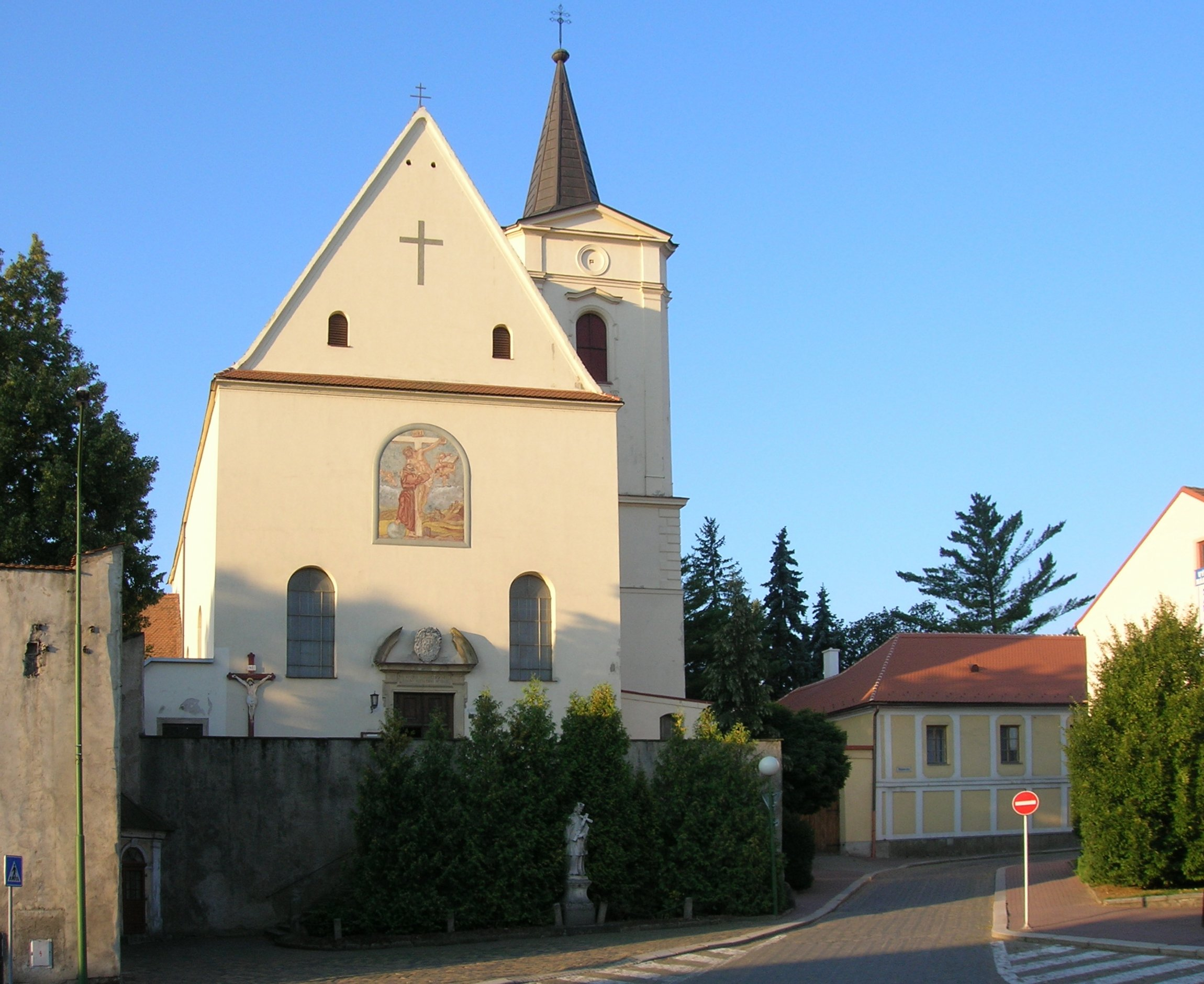
Křižovatka ulice Smila Osovského s Otmarovou ulicí. Jejkovské „náměstíčko“

Ulice Smila Osovského připomíná Smila Osovského († 1613), syna Buriana Osovského. Své sídlo zde má hlavní třebíčská pošta; její budova byla dokončena v roce 1898 třebíčským stavitelem Rajmundem Wolfem.
Do tohoto roku Třebíč neměla státní poštu; fungovala tu soukromá pošta Karla Funduluse mladšího.
Kvůli novostavbě budovy pošty padly čtyři jejkovské domy, současně byla zbořena Jejkovská brána z Karlova náměstí, sousední dům č. 38 a stará jatka.
Za poštou stával katolický spolkový dům. Směrem k řece vyrostl v roce 1919 sál a tělocvična tělovýchovné jednoty Orel. Později ve dvacátých letech zde vzniklo kino, od roku 1948 známé pod názvem Oko. Kino i s celým lidoveckým areálem Sušilem skončilo v roce 1979, kdy došlo i k jeho zbourání a vytvoření prostoru pro novou zástavbu. Bezmála dvacetiletou proluku vyplnila v roce 1997 novostavba obchodního domu Delvita. Ještě v roce 1987 bylo v plánu postavit na tomto místě třebíčský Prior. Stavba měla být zahájena v roce 1988 a měla trvat 39 měsíců; na čtyřech podlažích mělo být více než 2500 m² prodejní plochy.
Na druhé straně ulice proti poště je rohový dům lékárny U Černíků; Jejkov lékárnu hostí již od roku 1903, to byla zřízena v areálu Sušila, Černík ji převzal roku 1908 a v roce 1912 ji přesunul do dnešního rohového domu. Lékárna U Černíků byla mezi prvními porevolučními soukromými lékárnami v okrese Třebíč. Budova OC Delvita by měla od roku 2020 projít rekonstrukcí.
Obchodní ráz si ulice ponechává i době porevoluční: svými kamennými obchody s rozličným sortimentem (od značkového oblečení přes výrobky z ovčí vlny, potřeby pro lovce, penzion až k službám solária).

### Ulice Soukenická

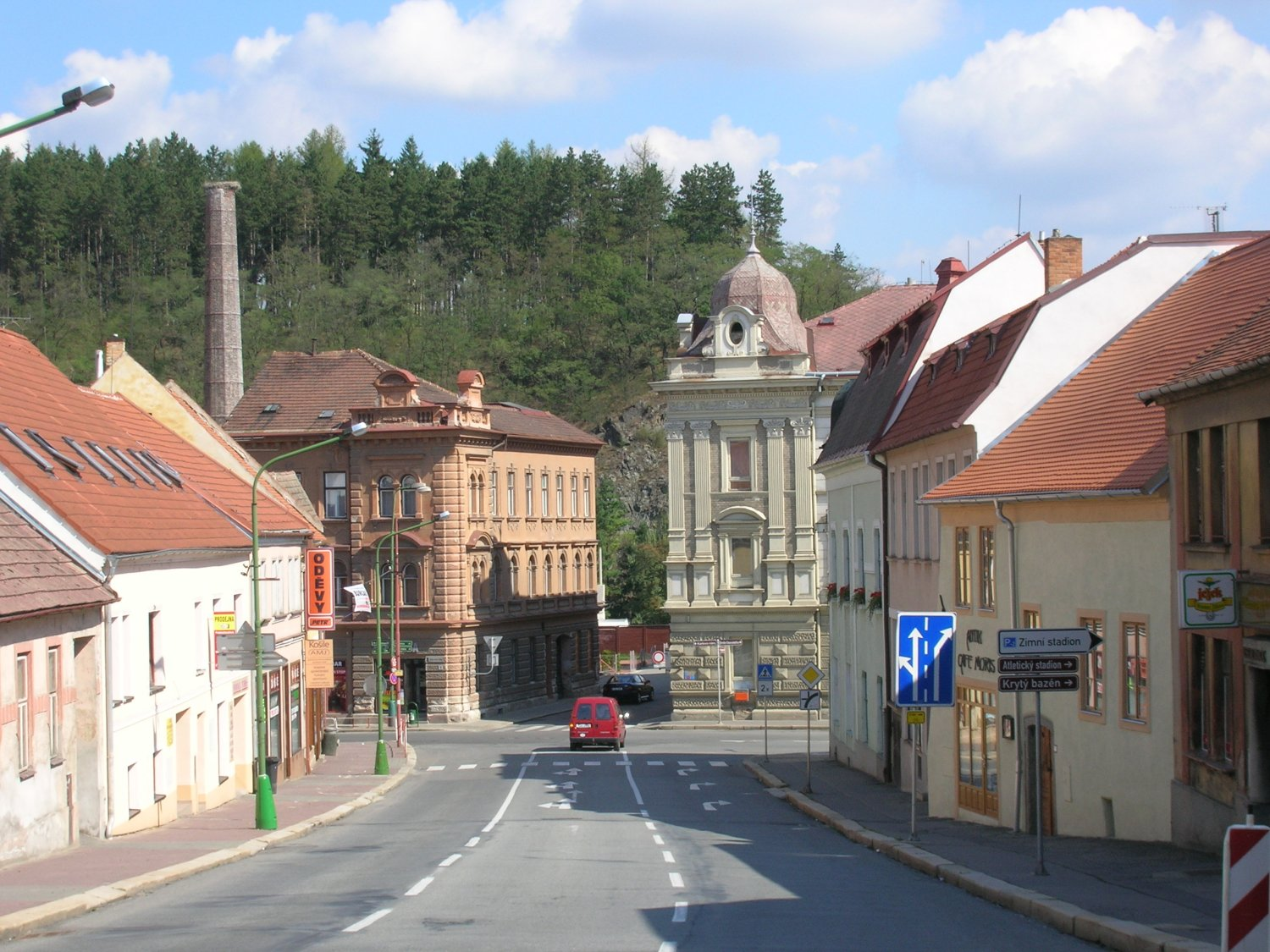
Ulice Bedřicha Václavka. Pohled k budově pošty

Soukenická ulice (něm. Walke Gasse, „Ulice K Valše“) přímo sousedí se zástavbou Vnitřního Města. Jak český, tak německý název připomíná třebíčské soukenictví a blízkost soukenické valchy. Její jez přetínal řeku v místě dnešní lávky do novodvorské Kočičiny. Vybudováním lávky v letech 1922–1923 se vytvořila do dnešní doby významná cesta umožňující pěší dopravu z novodvorských sídlišť do centra města.
Na jejkovské straně ulice bývaly až do konce 19. století městské jatky, lidově nazývané šlachta, původně kytkov. Jatky přestaly vyhovovat z provozních i ekonomických důvodů a byly přesunuty na Nové Město.

### Ulice Bedřicha Václavka
Ulice Bedřicha Václavka stoupající od pošty k jihu vede prostorem bývalého obranného příkopu před hradbami města; z toho důvodu se ulice nazývala V šancích nebo Na příkopech. Vodou byly příkopy napouštěny z jižní městské vodovodní soustavy, která měla své zdroje v zahradách na Horce a jež své vody soustřeďovala v rybníce Jordán v prostoru před dnešním gymnáziem. Zbytky městského opevnění jsou v zadních traktech objektů blíže Vnitřnímu Městu stále patrné.
V dnešní ulici Bedřicha Václavka sídlí podnikatelé: je zde několik obchodů. Známá je stará Vaignerova hospoda; z dalších obchodních provozoven lze uvést cestovní kancelář, obchod s oděvy, elektronikou nebo cukrárnu. Dříve zde byla i optika, kovářství a autodílna, odstavné plochy pro pohřební vozy třebíčské pohřební služby rodiny Vysiblů (vlastnili zde dům).
Starý kupecký dům čp. 59 U Krupičků, který stojí na jižním rohu ulice Bedřicha Václavka a ulice Otmarovy, slouží od 70. let veřejným institucím. V letech 1871–1875 poskytoval prostory nově založenému třebíčskému gymnáziu. V současnosti je v majetku města Třebíče. Sousedem Krupičkova domu býval dům Pánů-Suzů, zbouraný roku 1977; za domem bývala veliká zahrada, součást rozlehlého sadu mezi Jejkovem, Horkou, klášterem a kožichovickou silnicí, dnes Bráfovou třídou. V těchto místech měl v 16. století stát letohrádek paní Žofie Bítovské z Lichtenburka, švagrové Smila Osovského.
Na místě budovy dnešního pracoviště katastrálního úřadu, který zde působí od roku 1983, stával dům Koutků-Smržů; z této rodiny pocházel profesor Jaromír Koutek, český geolog. Napravo od tohoto domu vyrostla roku 1787 první městská jejkovská škola. Ta v budově zůstala s krátkými přestávkami sto let. V roce 1888 rozhodlo město zřídit v této budově sirotčinec. Otevřen byl roku 1891 jako „Sirotčinec císaře Františka Josefa I.“ Později nosil jméno Alice Masarykové. Zrušen byl v lednu 1939. Budova poté opět sloužila škole, s výjimkou doby německé okupace, kdy v ní sídlila hitlerjugend. V roce 2006 byla zbořena a rok poté bylo na jejím místě zbudováno parkoviště. Při jeho výstavbě byly objeveny zbytky gotického domu.

### Ulice Hlavova

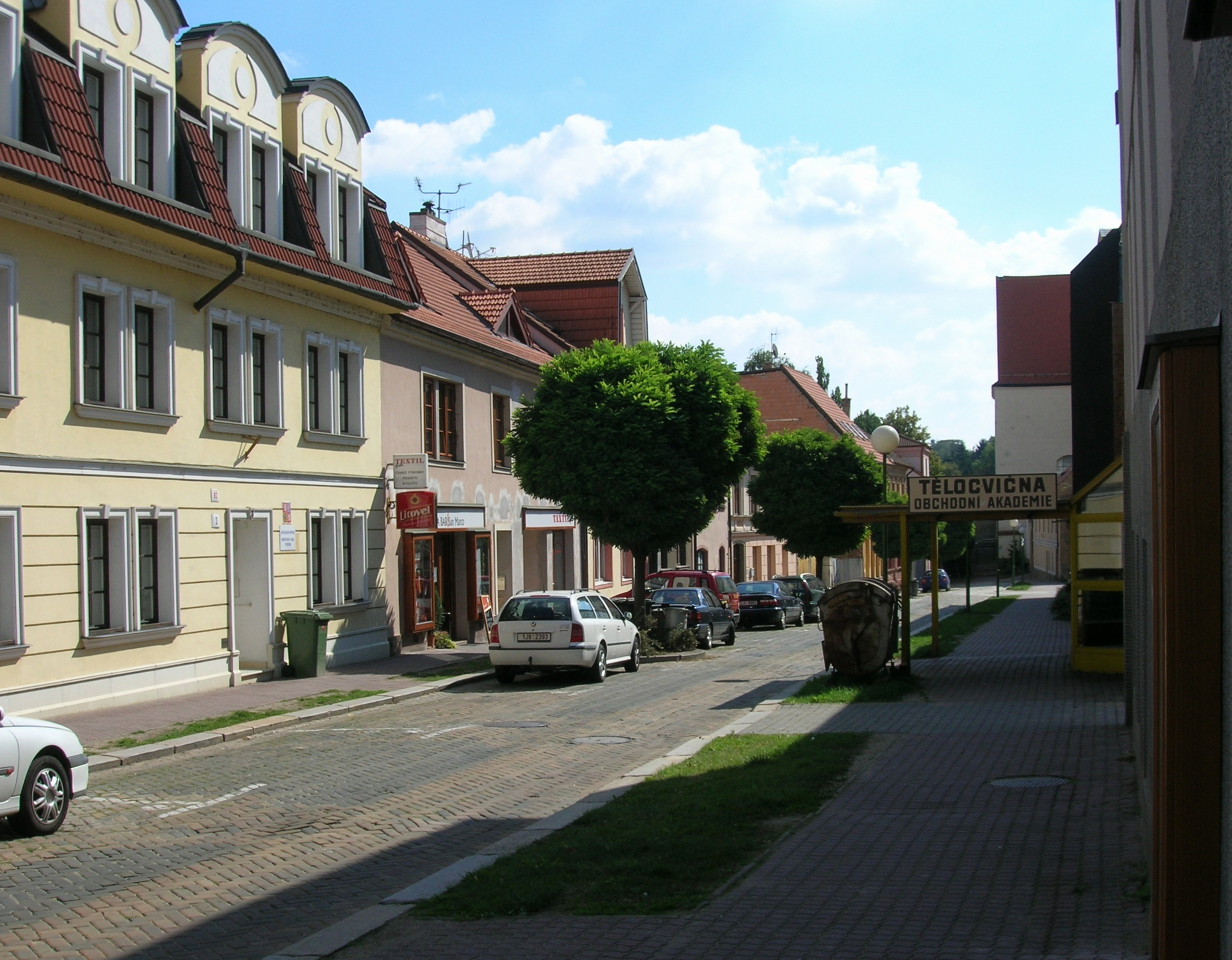
Otmarova ulice. Pohled směrem ke kostelu

Ulice Hlavova nese své jméno po správci třebíčského bratrského sboru Janu Kapitovi (Hlaváčovi, Hlavovi), jednomu z hlavních překladatelů Bible kralické. Nazývána však byla též U Mlejna, a to podle toho, že v ní dodnes stojí veliká budova mlýna, náležícího od roku 1937 rodině Homolků. Mlýn prý byl vybudován již v 11. století, později byl připomínán i v urbářích z let 1556 a 1573, v tu dobu měla na pozemku mlýna stát i myslivna. Během obléhání Třebíče v roce 1468 měl být mlýn i téměř zničen, později byl na tomtéž místě znovu postaven. Po znárodnění fungoval pod národním podnikem Mlýny a těstárny Pardubice. Závod Kyjov. Na budově mlýna se nachází pamětní tabulka ukazující, kam až sahala povodňová hladina řeky Jihlavy při stoleté vodě v roce 1985. Dne 22. května roku 1985 dosáhl stav řeky Jihlavy 448 cm.
Koncem 80. let 20. století se uvažovalo o asanaci zástavby mezi ulicí Hlavovou a Smila Osovského. V prvním desetiletí 21. století jsou domy uvedeného bloku zástavby rekonstruovány a využívány k podnikatelské činnosti (poskytování služeb, obchody). Dům čp. 25 obrácený do ulice Smila Osovského je nemovitou kulturní památkou.

### Ulice Otmarova

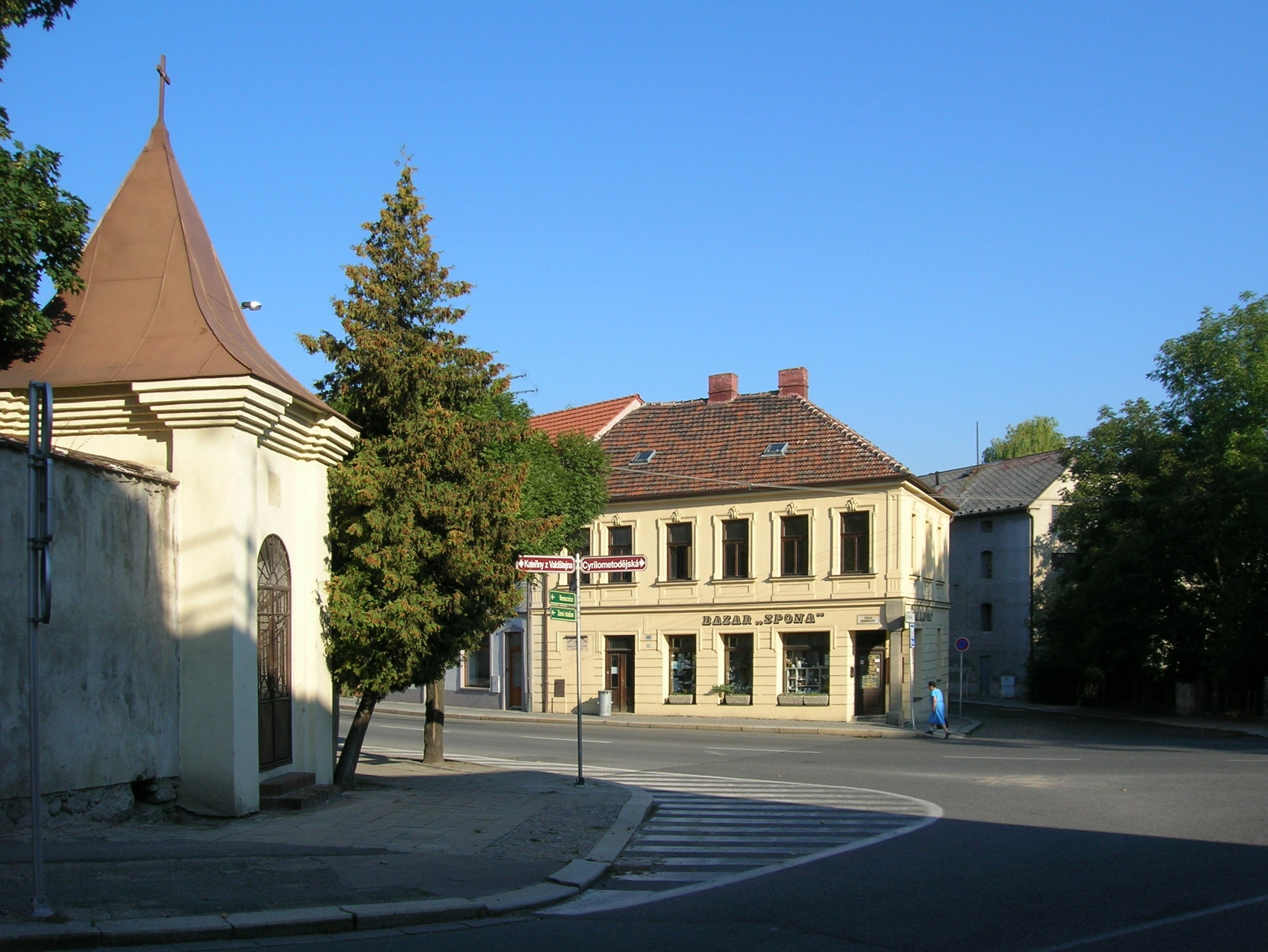
Křižovatka s kapličkou sv. Petra a Pavla

Otmarova ulice, dříve též Blatná, nese své jméno po P. Otmaru Sochorovi († 1881), vlastenecky smýšlejícím mnichovi jejkovského kapucínského kláštera, který po patnáct let obětavě učil třebíčské české děti němčině, aby jim pomohl dosáhnout na vzdělání, když nabývat vzdělání v češtině bylo v Třebíči začátkem druhé poloviny 19. století takřka nemožné.
Podstatná část ulice Otmarovy ustoupila v druhé polovině 80. letech 20. století výstavbě nové tělocvičny Obchodní akademie Dr. Albína Bráfa (otevřena roku 1991). Ve vnitřním bloku vymezeném zástavbou ulic Otmarova, Husova a Jungmannova bylo vybudováno velké parkoviště (2006), které napravilo desítky let trvající deficit parkovacích prostor u třebíčského zimního stadionu; tyto parkovací prostory by měly navázat na plánovaný parkovací objekt v ulici Otmarově.
I v ulici Otmarově sídlí drobní podnikatelé (dlouhá léta např. pizzerie a obchod se svítidly) i instituce (taktéž nová budova postavená pro třebíčský školský úřad, posléze třebíčské pracoviště České školní inspekce a od roku 2008 Úřadu pro zastupování státu ve věcech majetkových).

### Ulice Kateřiny zValdštejna
Kateřina z Valdštejna († 1636) byla druhou manželkou Smila Osovského. Obě ulice nesoucí jména obou manželů jsou symbolicky propojeny v křižovatce před novodvorským mostem. Zhruba uprostřed této křižovatky původně stála kaplička sv. Petra a Pavla, dnes zasazená v rohu klášterní zdi. Postavena byla v roce 1657 na místě, kde se podle tradice se svým městem roku 1629 loučili třebíčští evangelíci, když nuceně Třebíč opouštěli; kázání při této smutné příležitosti měli poslední dva nekatoličtí kněží Vavřinec Justýn a Jakub Petrozelín Kunštátský.
Vedle kapličky bývala až do roku 1972 čerpací stanice pohonných hmot.
Ulice stoupá kolem bývalé klášterní zdi k jihu kolem zimního stadionu, Máchových sadů až k ulici Husově. Obepíná na své západní straně prostor, který býval zahradou původního bratrského sboru a posléze klášterní zahradou kapucínů.
Jižní část zahrady zničily v roce 1948 první práce realizující záměr zřídit v jejím místě třebíčský Dům zdraví. Ten nebyl nikdy dokončen a na jeho místě vyrostl třebíčský zimní stadion (1957–1959). Zimním stadionem v dnešní podobě, tedy především majícím podobu zastřešené haly, se stal úředně teprve roku 1980, čtyři roky poté, co se začalo s pracemi, a tři roky poté, co se před dokončením konstrukce střechy zřítila a zabila dva lidi.
Park za klášterem byl založen roku 1879.
Po nutných terénních úpravách byl tamní prostor v letech 1891–1895 sadově upraven; současně došlo k založení parku Lísčí táhnoucího se pod nemocnicí podél řeky. Vytvoření parku s vyhlídkovým pavilonem připomíná pamětní kámen s letopočtem 1896. K částečné obnově Máchových sadů došlo společně s projektem Ochrana vod povodí řeky Dyje v letech 2005–2006; o park se velmi zasloužil předseda spolku Jakub Lorenz.

### Ulice Chmelova

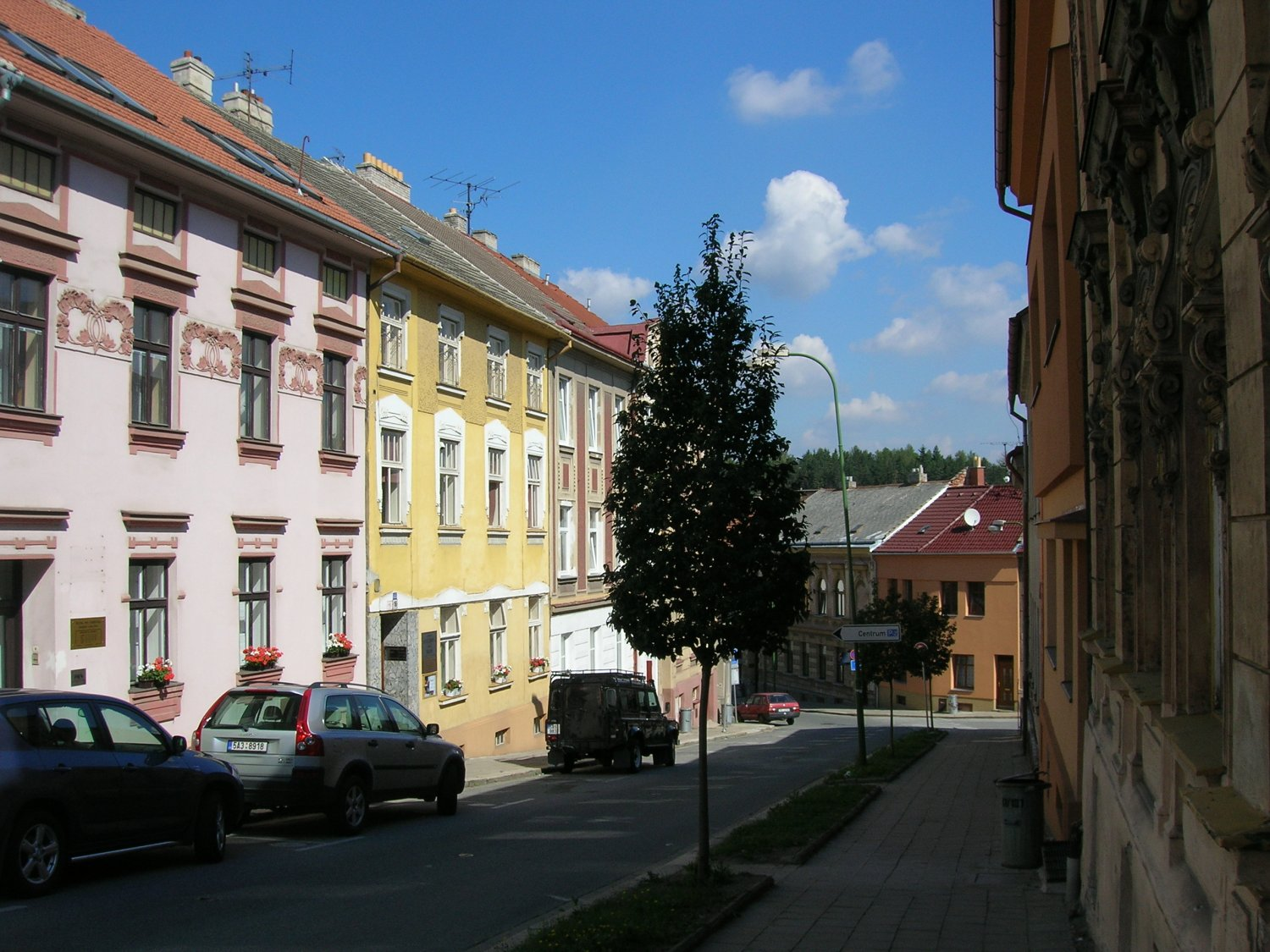
Zdobná průčelí domů v Jungmannově ulici

Chmelova ulice o 16 číslech popisných je pojmenována podle Josefa Chmely, národního buditele a pedagoga. Jeho dnes již zbořený rodný dům stál naproti kapličce sv. Petra a Pavla u řeky, v místě domu s čp. 27. V roce 1871, kdy byl otevřen Besední dům a slovanské gymnázium, na něj byla umístěna pamětní deska tohoto znění: „V tomto domě narodil se Josef Chmela, profesor a spisovatel český, dne 18. února roku 1793.“ Jižní strana Chmelovy ulice se přimyká ke skalní stěně, jíž začíná Radostín i kde začíná městský přírodní park Lísčí.

### Ulice Jungmannova
Jungmannova ulice náleží k nejvýstavnějším ulicím Jejkova. Vznikla teprve začátkem 20. století z podnětu stavitele Rajmunda Wolfa; jeho návrh na otevření nové pasáže dosavadními zahradami domů v dnešní ulici Bedřicha Václavka schválilo obecní zastupitelstvo roku 1901 a o šest let později se tento záměr začal realizovat.
Kdysi zde byla Jandečkova kopytárna (na místě dnešního autoservisu) a Stehlíkovo kovářství. V jižní části ulice mají svou modlitebnu adventisté. Níže, na severu sídlí v stylizované budově třebíčské pracoviště katastrálního úřadu pro Vysočinu.
Z Jungmannovy ulice pochází plukovník in memoriam Jindřich Svoboda, jeden z šesti třebíčských letců RAF, poctěných 4. května 2006 pamětní deskou na třebíčské radnici.

### Radostín

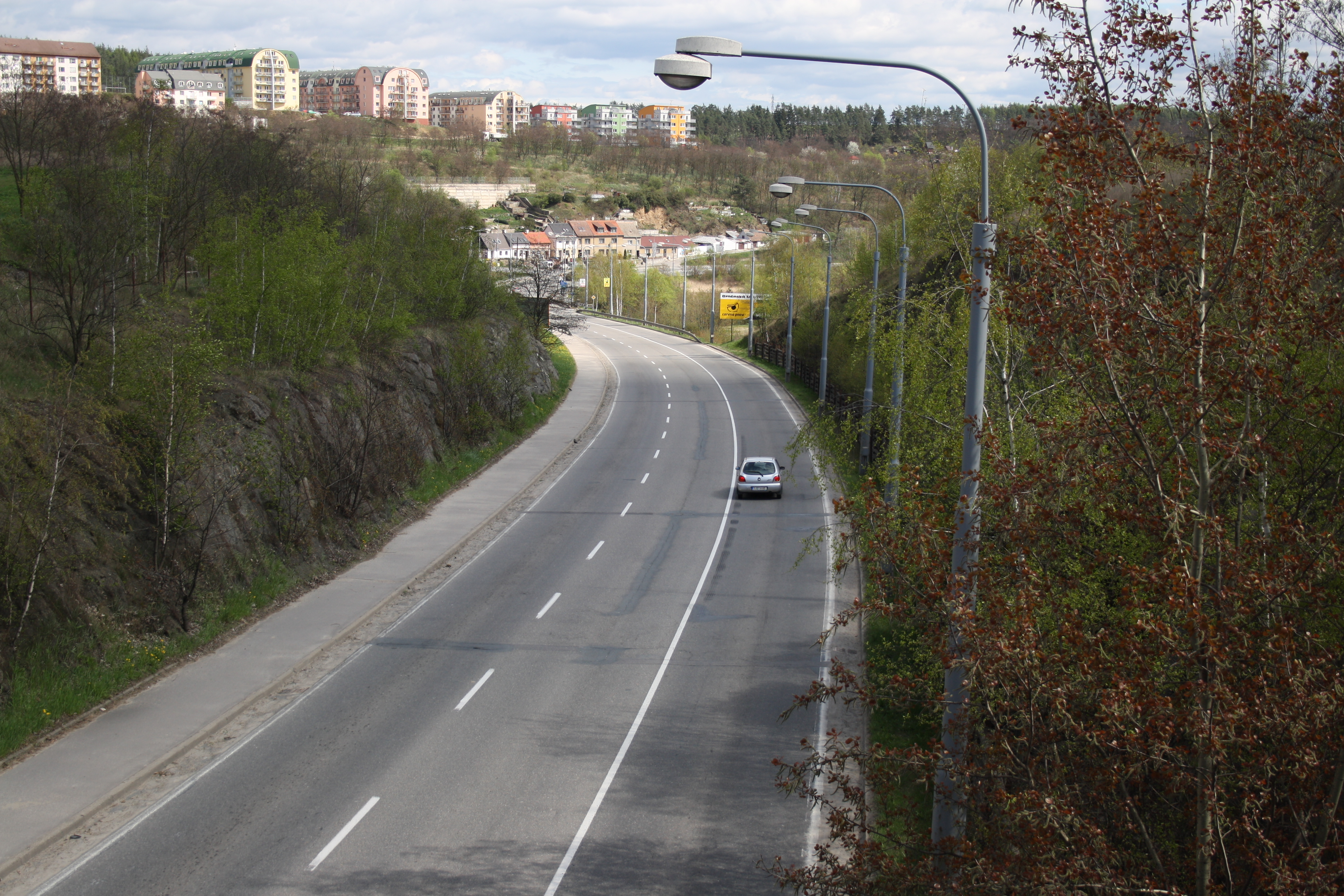
Ulice Sportovní, focená z nadchodu

Radostín je jižní, výše položená část Jejkova; na severu se svažuje k řece Jihlavě, na východě do údolí Lorenzových sadů. Název se odvozuje od zaniklé osady, kterou měl založit Radosta.
Od začátku 20. století je v Radostíně v provozu třebíčská nemocnice.
Na východě na areál nemocnice navazují prostory vyhrazené tělovýchově a sportu. Podél dnešního Janáčkova stromořadí vyrostl v 30. letech 20. století orelský stadion. Vybudovali ho vlastními silami sami orlové. Pozemek jim pronajalo město Třebíč. Vybudovaný stadion měl kapacitu 1000–1200 cvičenců, závodní dráha měřila 250 m. Slavnostně byl otevřen v roce 1936 orelským župním sletem a mší. Po ukončení činnosti Orla v roce 1948 stadion přestal sloužit tělovýchově a ze západu ustupoval rozšiřující se zástavbě nemocnice. Fotbalové hřiště Sportovního klubu Horácká Slávia a tenisové kurty byly zbudovány v letech 1931–1932.
Na samém začátku 90. let 20. století protnula Radostín dnešní ulice Sportovní, součást městského okruhu.
Jeho stavbě zde ustoupila podstatná část zahrádkářské kolonie VIII. Svatopluk, dále byla přeložena železniční trať v délce 750 m (1988) a narovnáno koryto řeky Jihlavy v délce 560 m (srpen 1990).
Do 90. let taktéž spadá vznik areálu sloužícího agility.

### Městské parky
Trojice jejkovských parků byla založena během 40 let na přelomu 19. a 20. století. Řeč je o Máchových sadech a parcích Lísčím pod nemocnicí a Lorenzových sadech, založených třebíčským Spolkem pro okrašlování a ochranu domoviny v Třebíči. Oddechu slouží i Janáčkovo stromořadí, byť bylo těžce zasaženo výstavbou mimoúrovňové křižovatky ulic Sportovní a Hrotovické.
| Lísčí          | Lesní park Lísčí bezprostředně sousedí s mnohem menším parkem Máchovými sady. Zbudován byl v letech 1891–1896 na radostínských stráních nad řekou Jihlavou. Do 90. let se pro něj užíval název Radostínské sady, v té době (1994–1996) prošel obnovou. Zaujímá plochu asi 5 ha. |
| Lorenzovy sady | Lesní park Lorenzovy sady se rozkládají v prostoru kožichovického žlebu. Třebíčská část radostínských svahů Lorenzových sadů sloužila jako obecní pastviny. V sady je přeměnil roku 1921 třebíčský okrašlovací spolek díky odkazu Viktora Lorenze. Druhý památník na druhé straně údolí náleží letci Václavu Peřinovi; je z roku 1932. Park byl obnoven roku 2004. Jeho plocha činí asi 23 ha. |
| Máchovy sady   | Máchovy sady se rozkládají na ploše asi 1,5 ha na samém západě Radostína v prostoru vymezeném bývalým kapucínským klášterem, zimním stadionem, justiční budovou a nemocnicí. Pojmenovány jsou podle Karla Hynka Máchy. Na svém východě plynule přecházejí do mladšího, avšak plošně rozsáhlejšího lesoparku Lísčí.                                                                             |
| Máchovy sady   | Janáčkovo stromořadí je malý park na Radostíně. Nese jméno Leoše Janáčka. Jeho historie sahá do 30. let 20. století, na přelomu 80. a 90. let téhož století však jeho značná část vzala za své z důvodu výstavby přeložky silnice č. I/23 Radostínem. |